# チバニー
チバニーは、千葉工業大学の公式キャラクターである。

## デザイン
ウサギのようなシルエットで、顔のパーツは「チ」「バ」「工」（カタカナの「エ」ではなく工業の「工」）という文字によって構成されている。Suicaのペンギンやチーバくんのデザインで知られる坂崎千春によってデザインされた。これは、坂崎の父である坂崎春樹が千葉工業大学の教授だった縁によるものである。

## カラーバリエーション
基本となる色はオフホワイトだが、学科ごとにカラーバリエーションが存在する。
- 工学部
  - 機械工学科：レモンイエロー ■
  - 機械電子創成工学科：バーミリオン ■
  - 先端材料工学科：シルバー ■
  - 電気電子工学科：コバルトブルー ■
  - 情報通信システム工学科：ライムライト ■
  - 応用化学科：ターコイズブルー ■
- 創造工学部
  - 建築学科：マルーン ■
  - 都市環境工学科：ローズ ■
  - デザイン科学科：オレンジ ■
- 先進工学部
  - 未来ロボティクス学科：テツコン ■
  - 生命科学科：エメラルドグリーン ■
  - 知能メディア工学科：アプリコット ■
- 情報科学部
  - 情報工学科：パールグリーニッシュブルー ■
  - 情報ネットワーク学科：マダーレッド ■
- 社会システム科学部
  - 経営情報科学科：フレッシュグリーン ■
  - プロジェクトマネジメント学科：ラベンダー ■
  - 金融・経営リスク科学科：チェリーピンク ■

## グッズ展開
シー・アイ・ティ・サービスが、工大オリジナルグッズとしてチバニーをモチーフとした商品を販売している。いくつかの商品は千葉工業大学の学生によってデザインされた。